# Le Verguier
Le Verguier est une commune française, située dans le département de l'Aisne, en région Hauts-de-France.

## Géographie

### .Communes limitrophes
|           | Villeret (Aisne) |        |
| Jeancourt | Verguier         | Pontru |
| Vendelles | Maissemy         |        |

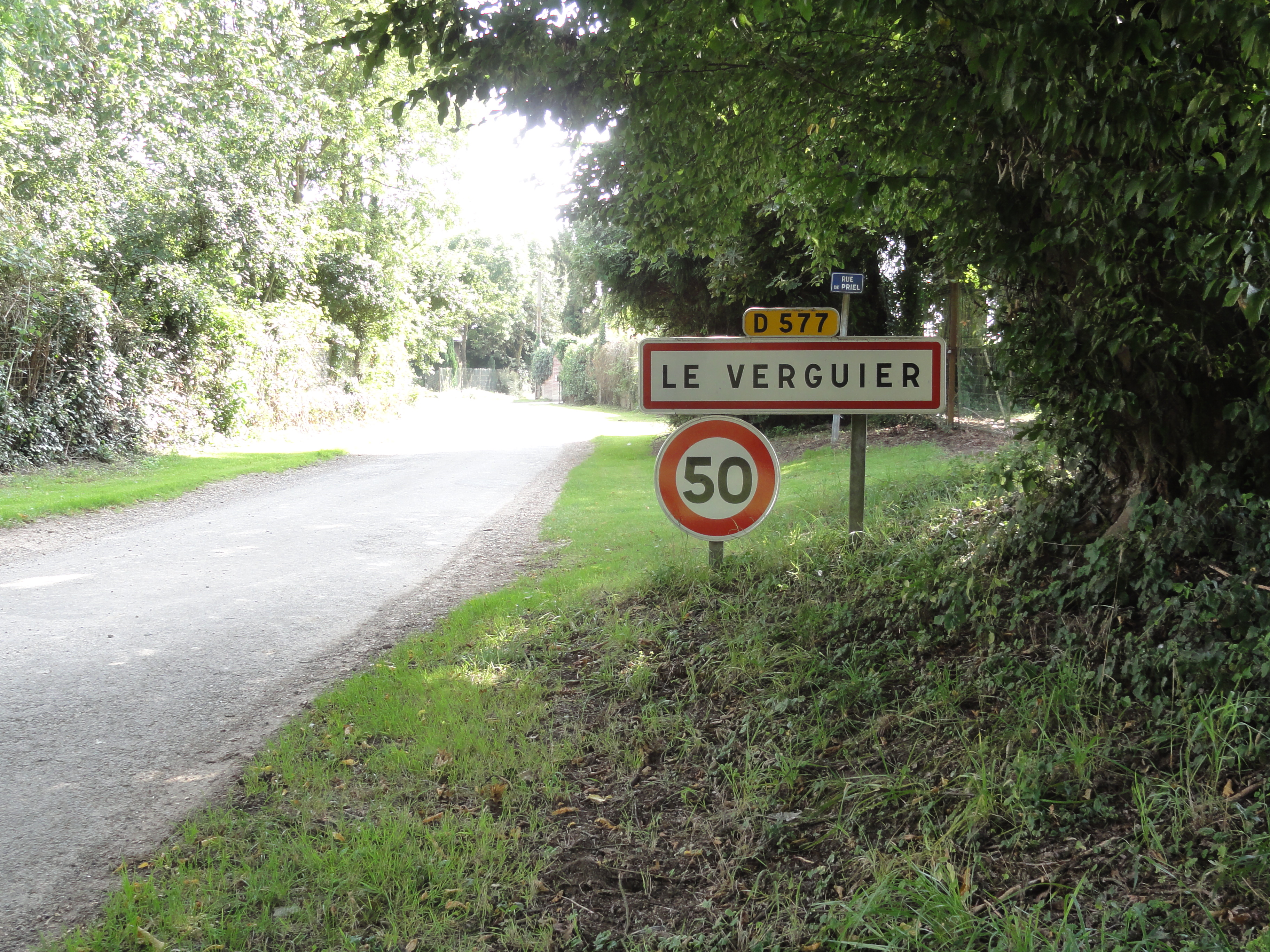
Entrée du village.
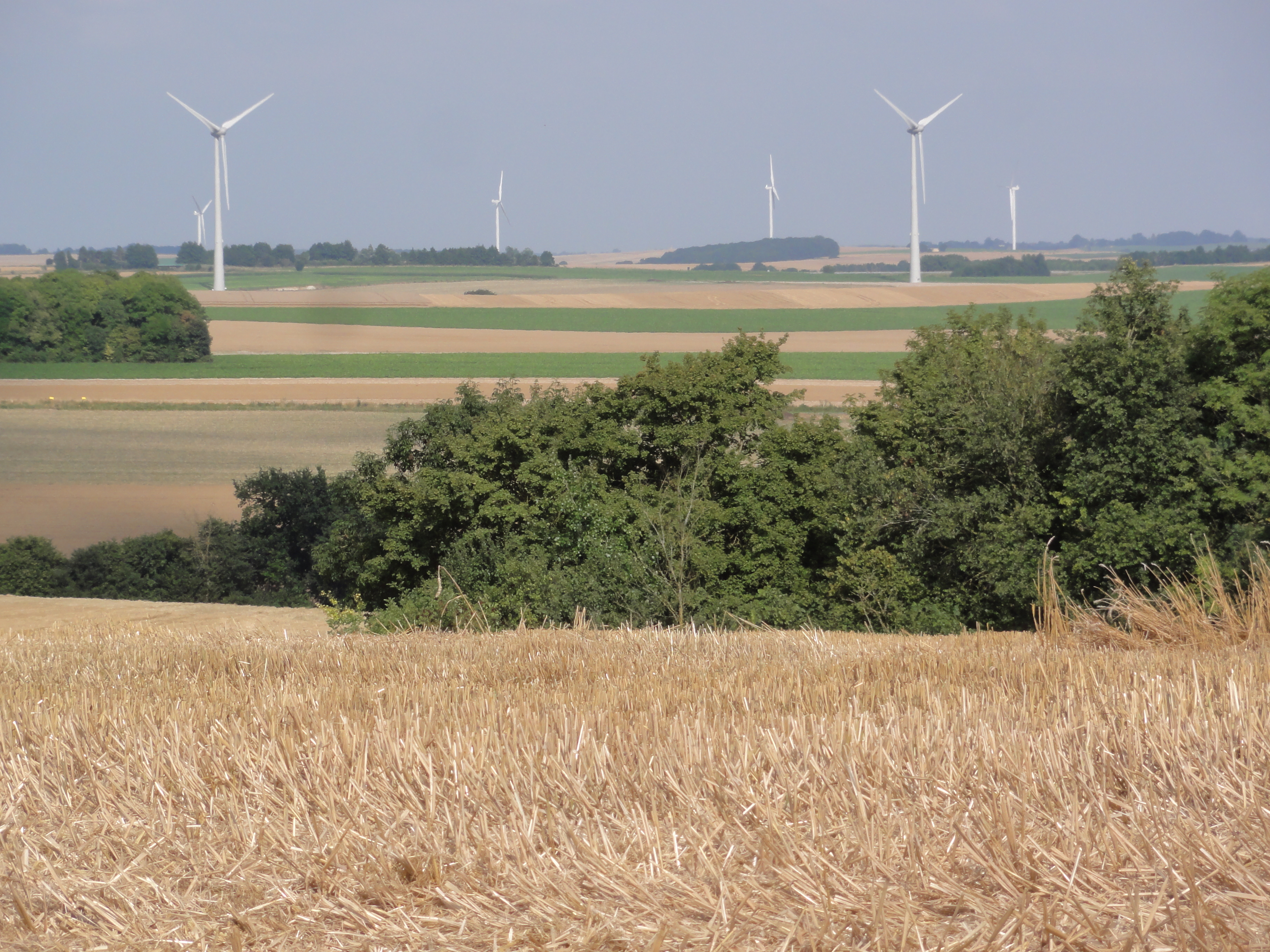
Paysage avec éoliennes.
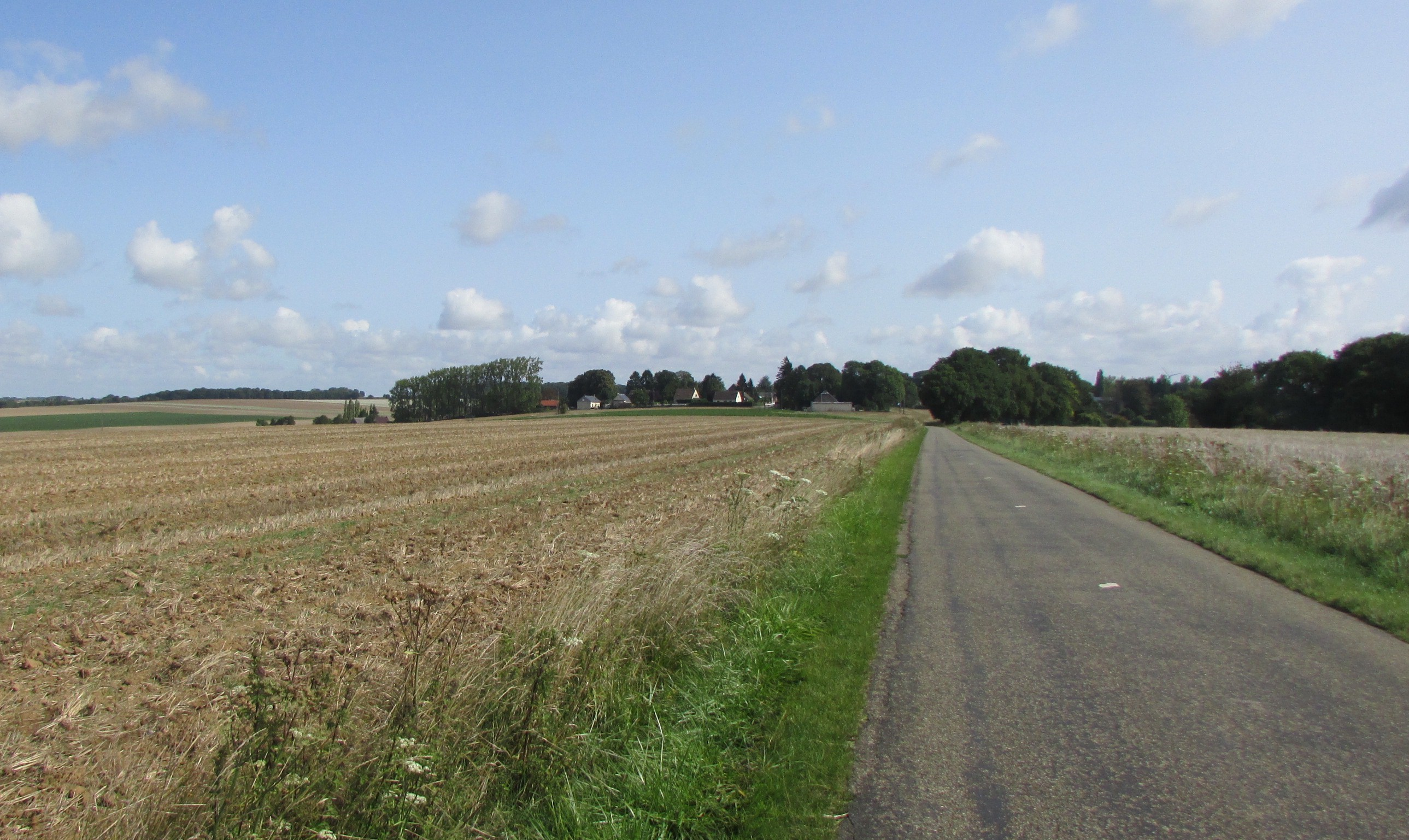
Vue du village depuis la route de Vendelles.

### Hydrographie
La commune est située dans le bassin Artois-Picardie. Elle n'est drainée par aucun cours d'eau.

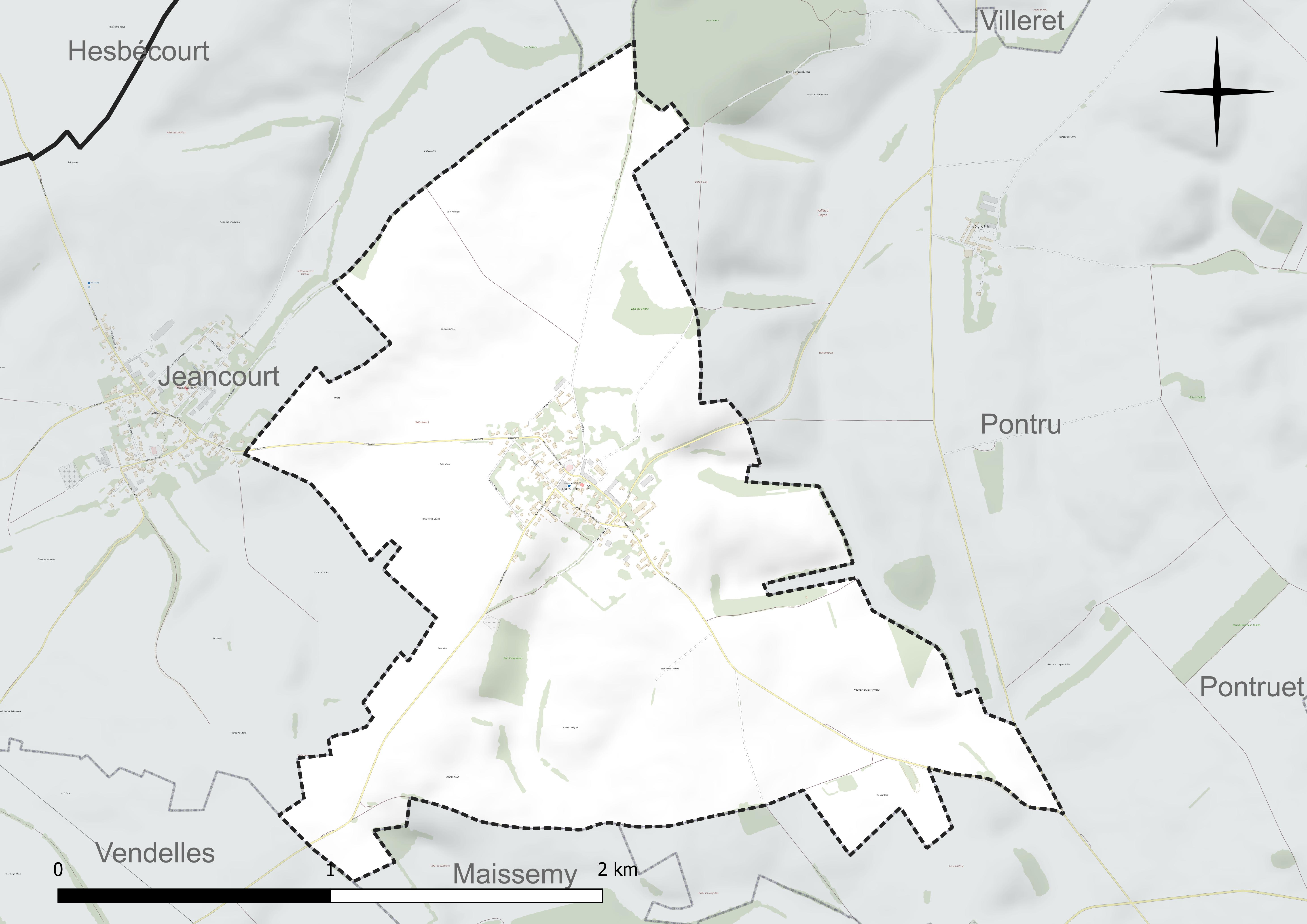
Réseau hydrographique du Verguier.

### Climat
Pour des articles plus généraux, voir Climat des Hauts-de-France et Climat de l'Aisne.
En 2010, le climat de la commune est de type climat océanique dégradé des plaines du Centre et du Nord, selon une étude du CNRS s'appuyant sur une série de données couvrant la période 1971-2000. En 2020, Météo-France publie une typologie des climats de la France métropolitaine dans laquelle la commune est exposée à un climat océanique et est dans la région climatique Nord-est du bassin Parisien, caractérisée par un ensoleillement médiocre, une pluviométrie moyenne régulièrement répartie au cours de l'année et un hiver froid (3 °C).
Pour la période 1971-2000, la température annuelle moyenne est de 10,1 °C, avec une amplitude thermique annuelle de 14,9 °C. Le cumul annuel moyen de précipitations est de 709 mm, avec 11,1 jours de précipitations en janvier et 8,8 jours en juillet. Pour la période 1991-2020, la température moyenne annuelle observée sur la station météorologique la plus proche, située sur la commune d'Épehy à 10 km à vol d'oiseau, est de 10,6 °C et le cumul annuel moyen de précipitations est de 752,8 mm,. Pour l'avenir, les paramètres climatiques de la commune estimés pour 2050 selon différents scénarios d'émission de gaz à effet de serre sont consultables sur un site dédié publié par Météo-France en novembre 2022.

## Urbanisme

### Typologie
Au 1er janvier 2024, Le Verguier est catégorisée commune rurale à habitat dispersé, selon la nouvelle grille communale de densité à 7 niveaux définie par l'Insee en 2022.
Elle est située hors unité urbaine. Par ailleurs la commune fait partie de l'aire d'attraction de Saint-Quentin, dont elle est une commune de la couronne,. Cette aire, qui regroupe 120 communes, est catégorisée dans les aires de 50 000 à moins de 200 000 habitants,.

### Occupation des sols
L'occupation des sols de la commune, telle qu'elle ressort de la base de données européenne d'occupation biophysique des sols Corine Land Cover (CLC), est marquée par l'importance des territoires agricoles (92,9 % en 2018), une proportion identique à celle de 1990 (92,9 %). La répartition détaillée en 2018 est la suivante : 
terres arables (92,9 %), zones urbanisées (7 %), forêts (0,2 %).
L'évolution de l'occupation des sols de la commune et de ses infrastructures peut être observée sur les différentes représentations cartographiques du territoire : la carte de Cassini (XVIIIe siècle), la carte d'état-major (1820-1866) et les cartes ou photos aériennes de l'IGN pour la période actuelle (1950 à aujourd'hui).

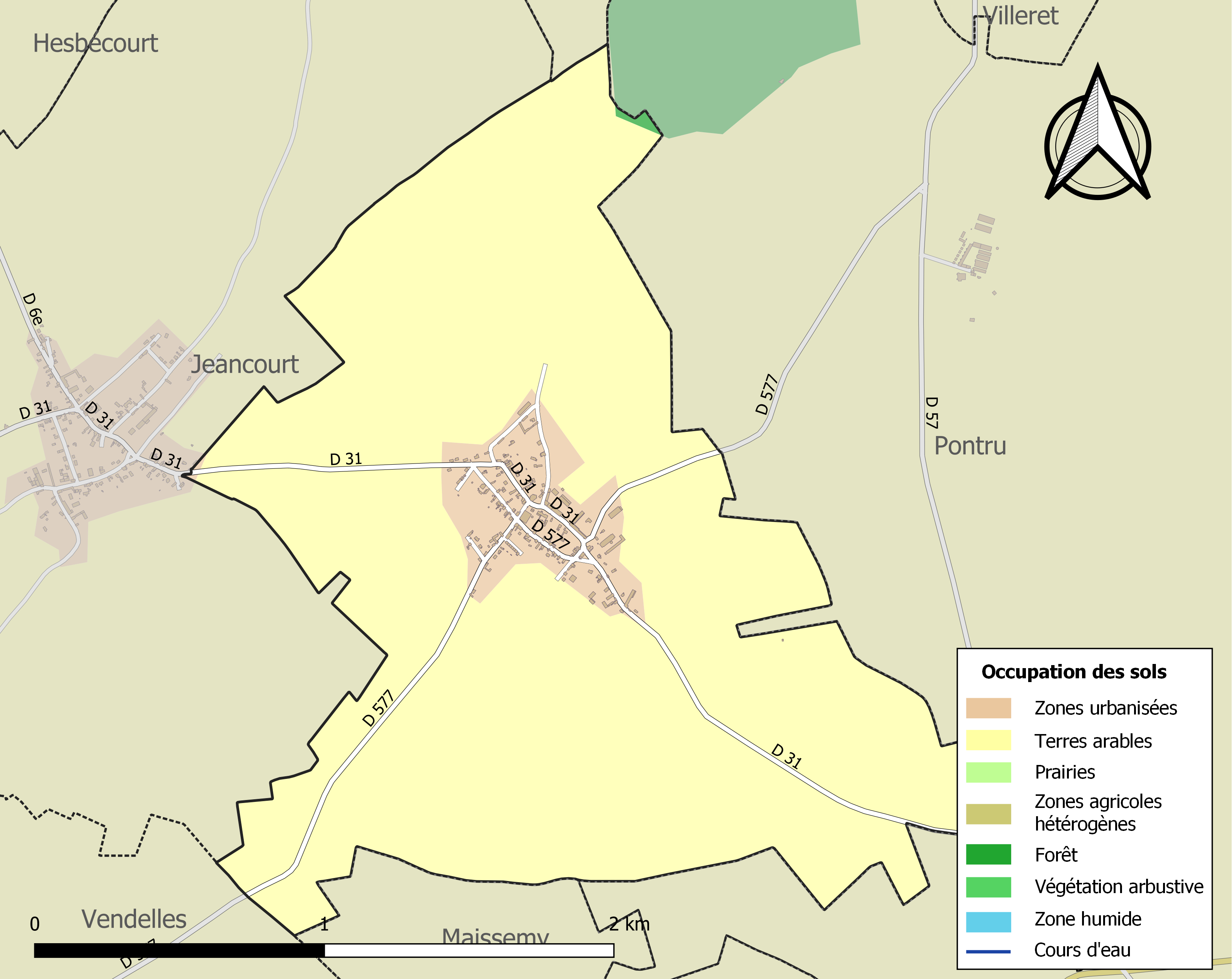
Carte de l'occupation des sols de la commune en 2018 (CLC).

## Toponymie
Le village est attesté sous la dénomination de Vergeium en 1137 dans un cartulaire de l'abbaye de Longpont, puis Virgultum en 1220, Vreguier en 1336, Verguiet en 1367, Leverguer en 1692, paroisse Notre-Dame-du-Verguier en 1696 et Verguyer en 1701.

## Histoire

### La guerre 1914-1918
Comme d'autres villages  de la région, Le Verguier est sorti meurtrie de la Grande Guerre car le village a été entièrement rasé en 1917 par les Allemands.

Le 28 août 1914, soit moins d'un mois après la déclaration de guerre, l'armée française bat en retraite vers l'ouest et les Allemands arrivent au Verguier. Dès lors commença l'occupation allemande qui dura jusqu'en mars 1917. Le front se situant à une vingtaine de kilomètres à l'ouest vers Péronne, l'activité des occupants consistait principalement à assurer le logement des combattants (dans chaque maison, les habitants n'avaient droit qu'à une pièce pour vivre, le reste de la maison étant réservé aux troupes d'occupation et aux soldats en repos), le fonctionnement d'un lazaret (hôpital militaire) et l'approvisionnement en nourriture. Des arrêtés de la kommandantur obligeaient, à date fixe, sous la responsabilité du maire et du conseil municipal, sous peine de sanctions, la population à fournir : blé, œufs, lait, viande, légumes, destinés à nourrir les soldats du front. Toutes les personnes valides devaient effectuer des travaux agricoles ou d'entretien. Voici des extraits d'un arrêté de la kommandantur d'Holnon valable pour 25 communes de la région : " Holnon le 22 juillet 1915. Tous les ouvriers et les femmes et les enfants de 15 ans sont obligés de faire travaux des champs tous les jours aussi dimanche de quatre heure du matin jusque huit heure du soir... Après la récolte les fainéants seront emprisonnés 6 mois... Les femmes fainéantes seront exilées à Holnon pour travailler. Après la récolte, les femmes seront emprisonnées 6 mois... Les enfants fainéants seront punis de coups de bâton. De plus le commandant réserve de punir les ouvriers fainéants de 20 coups de bâton tous les jours...Les ouvriers de la commune Vendelles sont punis sévèrement".(voir le document entier sur Gallica en cliquant sur le lien ci-après).
En février 1917, le général Hindenburg décida de la création d'une ligne défense à l'arrière du front ; lors du retrait des troupes allemandes, tous les villages seraient détruits pour ne pas servir d'abri aux troupes franco-anglaises. Dès le 15 février les habitants du Verguier furent emmenés à la halte du chemin de fer, installés dans des wagons à bestiaux, emmenés à Saint-Quentin et dispersés dans des lieux occupés, jusqu'en Belgique. En mars 1917, avant du retrait des troupes allemandes sur la ligne Hindenburg, le long du canal de Saint-Quentin, les maisons sont pillées et incendiées, le village est systématiquement détruit. L'église, la mairie, les écoles et toutes les maisons sont dynamitées et les arbres sciés à 1 m de hauteur.
Le village, vidé de ses habitants, reste occupé par les Allemands ; il est repris le 31 mars 1917 après de durs combats par les troupes britanniques.
Les ruines du village seront plusieurs fois reprises par chaque camp et n'est que début octobre 1918, que Le Verguier sera définitivement libérée par la 24e division britannique à laquelle le village a rendu hommage en donnant son nom à une rue.
Communiqué britannique du 2 octobre 1918 : « Hier après-midi, notre attaque au nord de Saint-Quentin a été continuée et nos troupes ont enlevé Le Verguier après de durs combats dans le voisinage du village. ».
Après l'Armistice, de nombreux habitants ne revinrent pas s'installer au Verguier et, avec les dommages de guerre, commencèrent une nouvelle vie dans d'autres lieux. Pour ceux qui furent de retour commença une longue période de plus de dix ans de reconstruction des habitations (maisons provisoires), des fermes, des bâtiments publics, des routes. De 600 habitants avant la guerre, Jeancourt n'en comptait plus que 300 en 1921.
 
Vu les souffrances endurées par la population pendant les quatre années d'occupation et les dégâts aux constructions, la commune s'est vu décerner la Croix de guerre 1914-1918 (France) le 17 octobre 1920.
Sur le monument aux morts, inauguré en 1921, sont inscrits les noms des neuf soldats du Verguier morts pour la France et d'un civil.

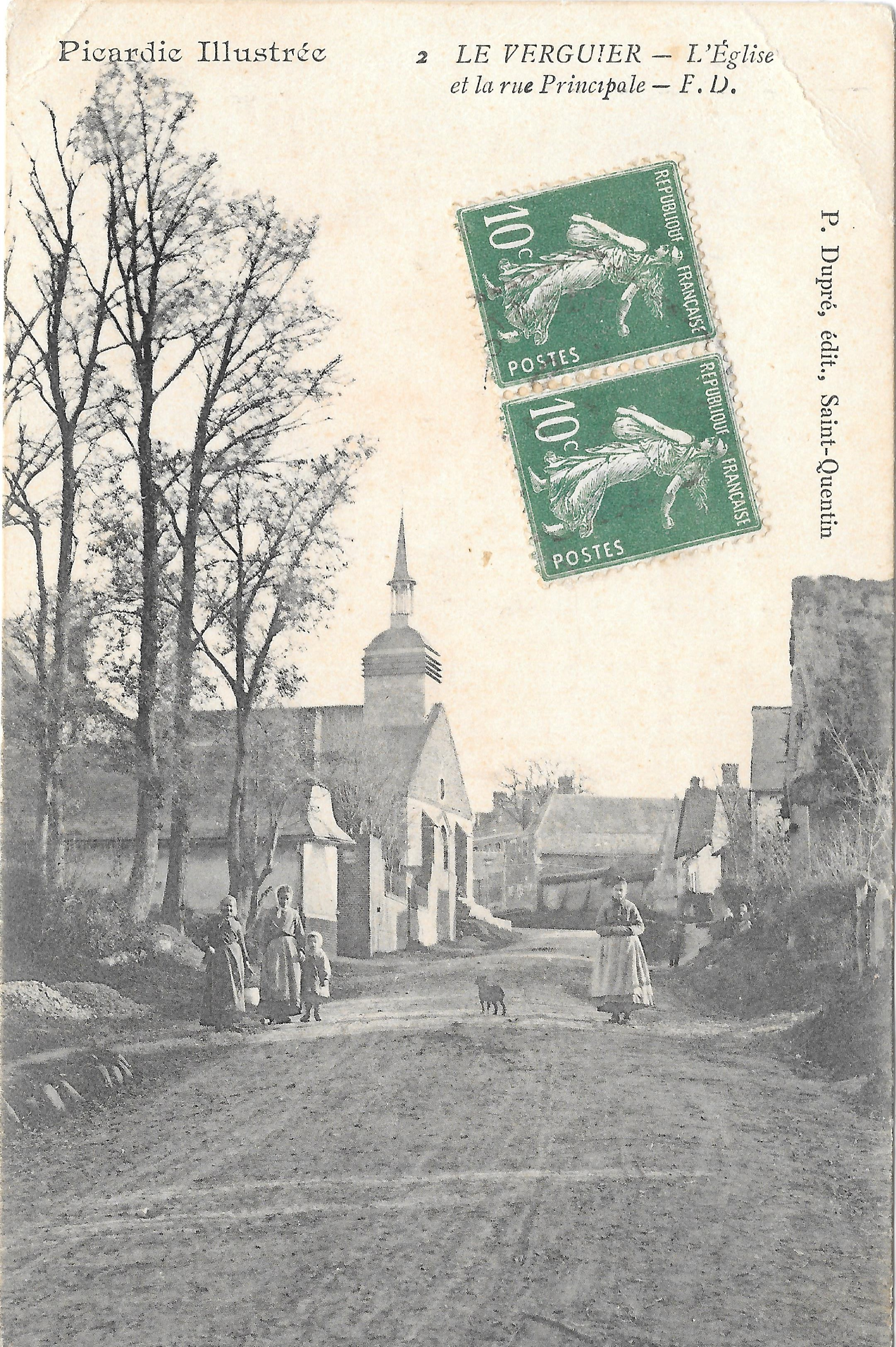
La rue de l'église avant 1914.
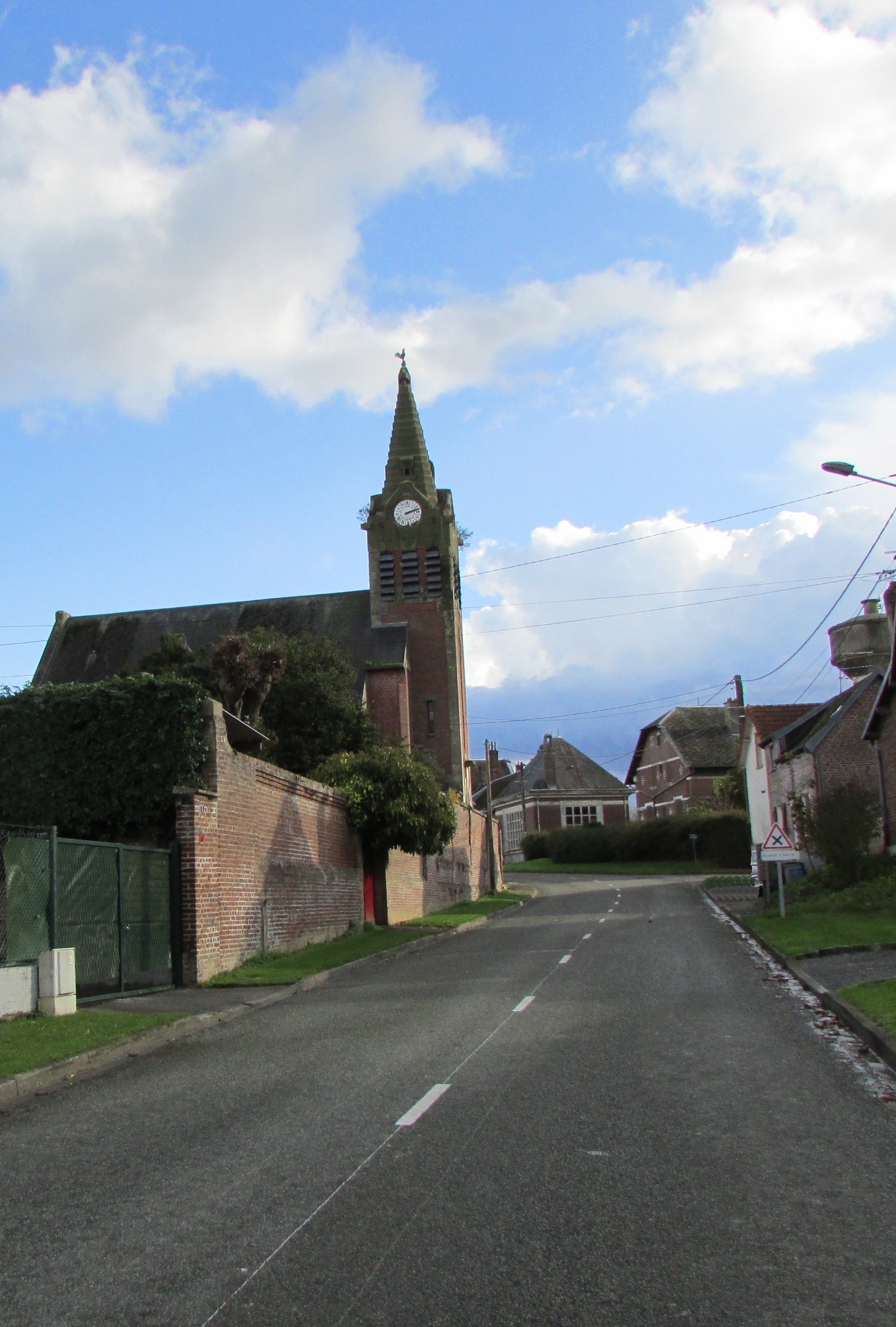
La rue de l'église actuelle rue de la 24e-Division-Britannique.
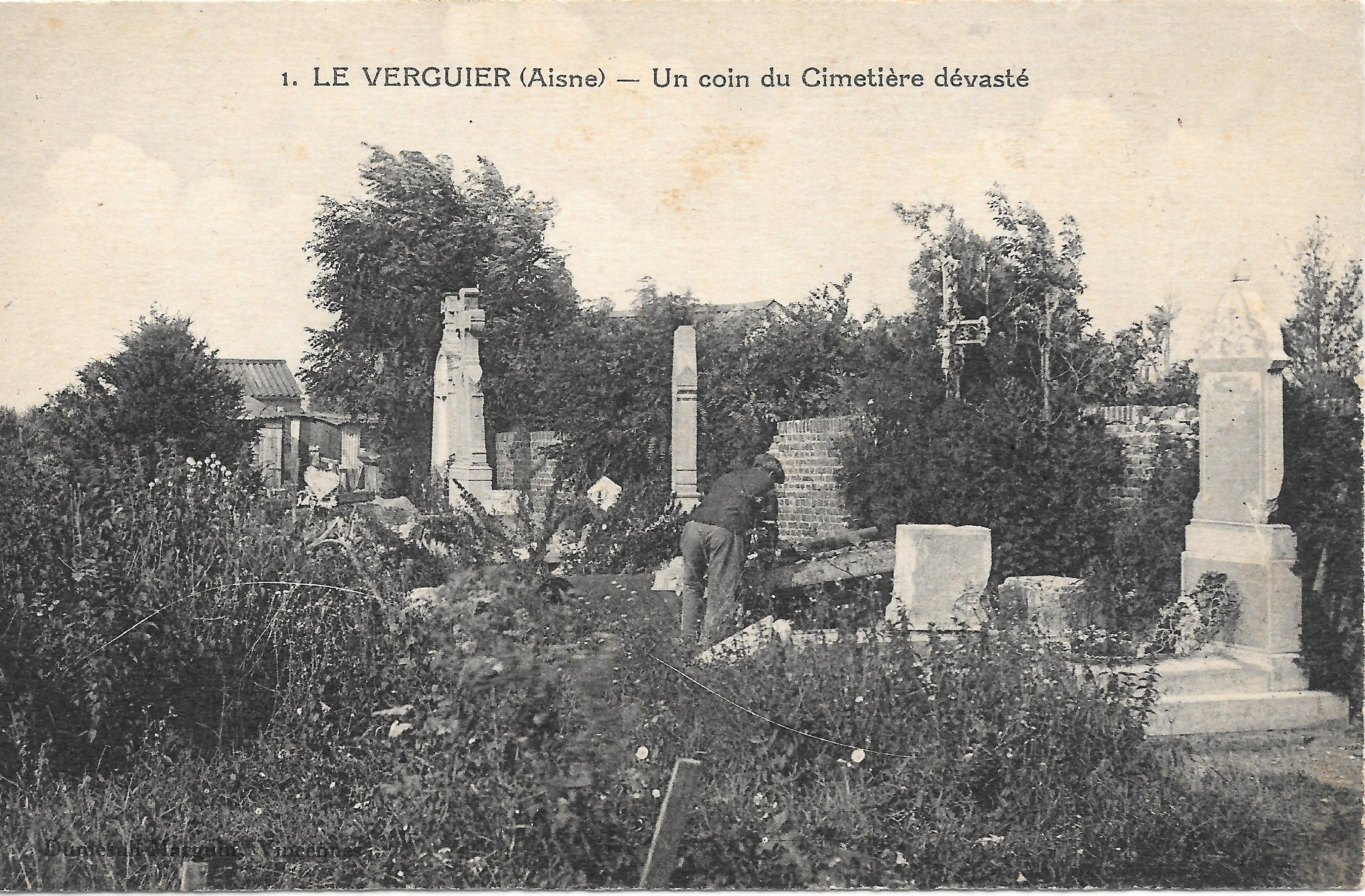
Les ruines en 1919.
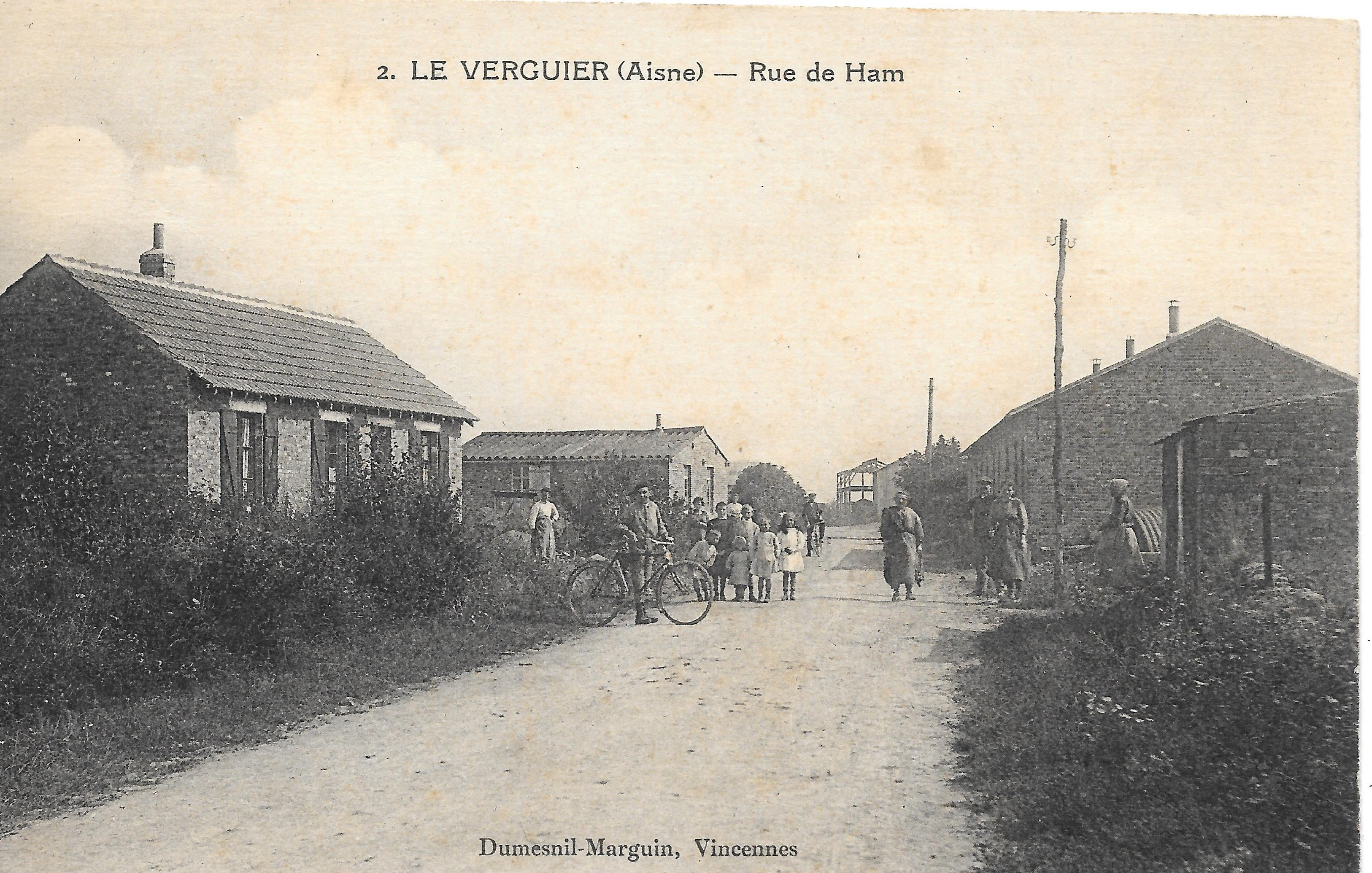
Les maisons provisoires vers 1920.
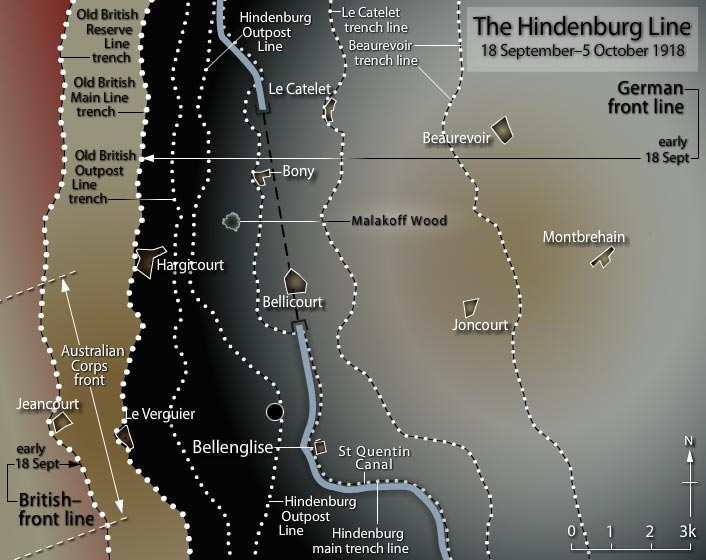
Carte de la bataille de la ligne Hindenburg en septembre-octobre 1918.
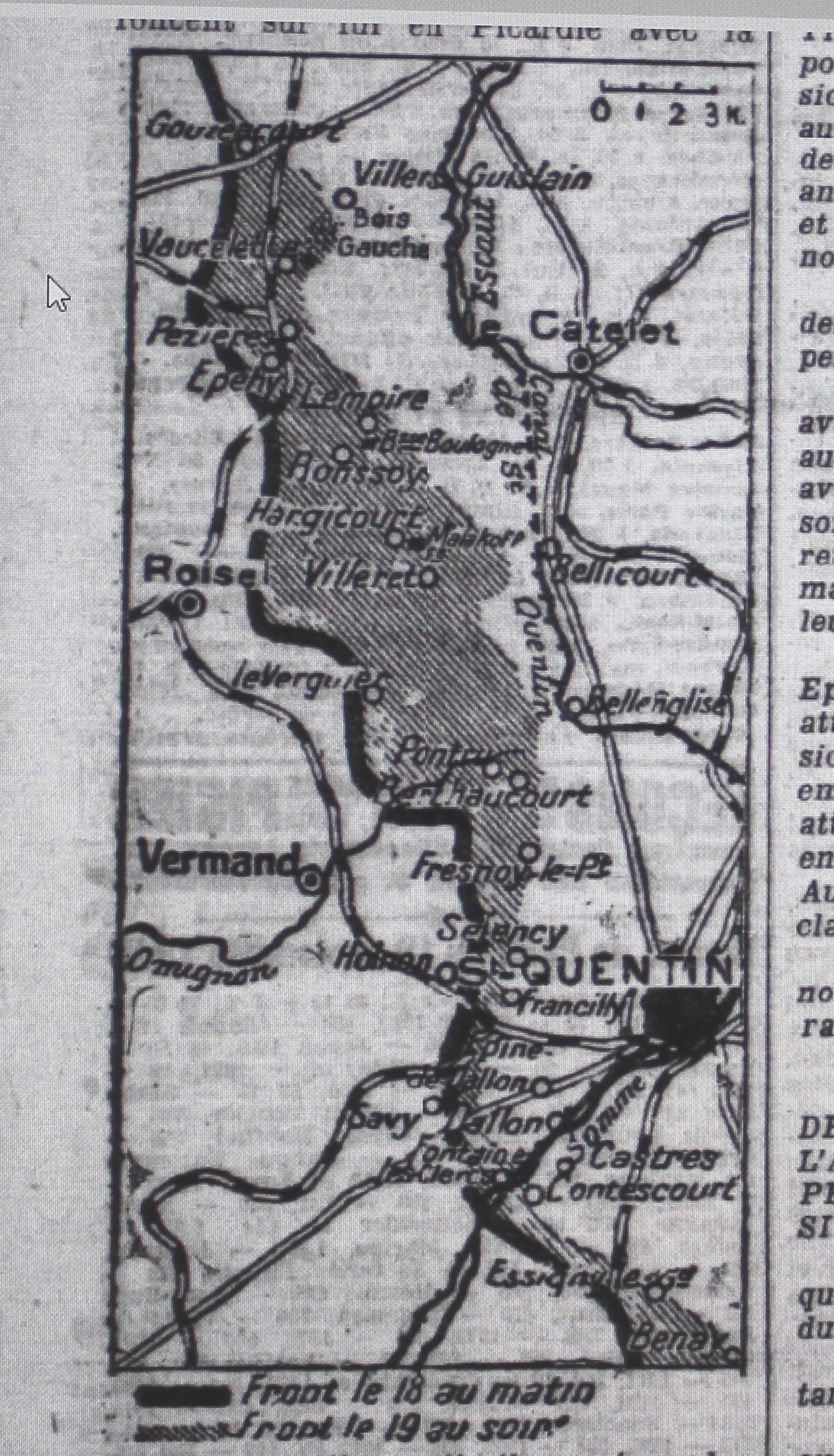
Carte de l'attaque de la Ligne Hindenburg en septembre 1918.
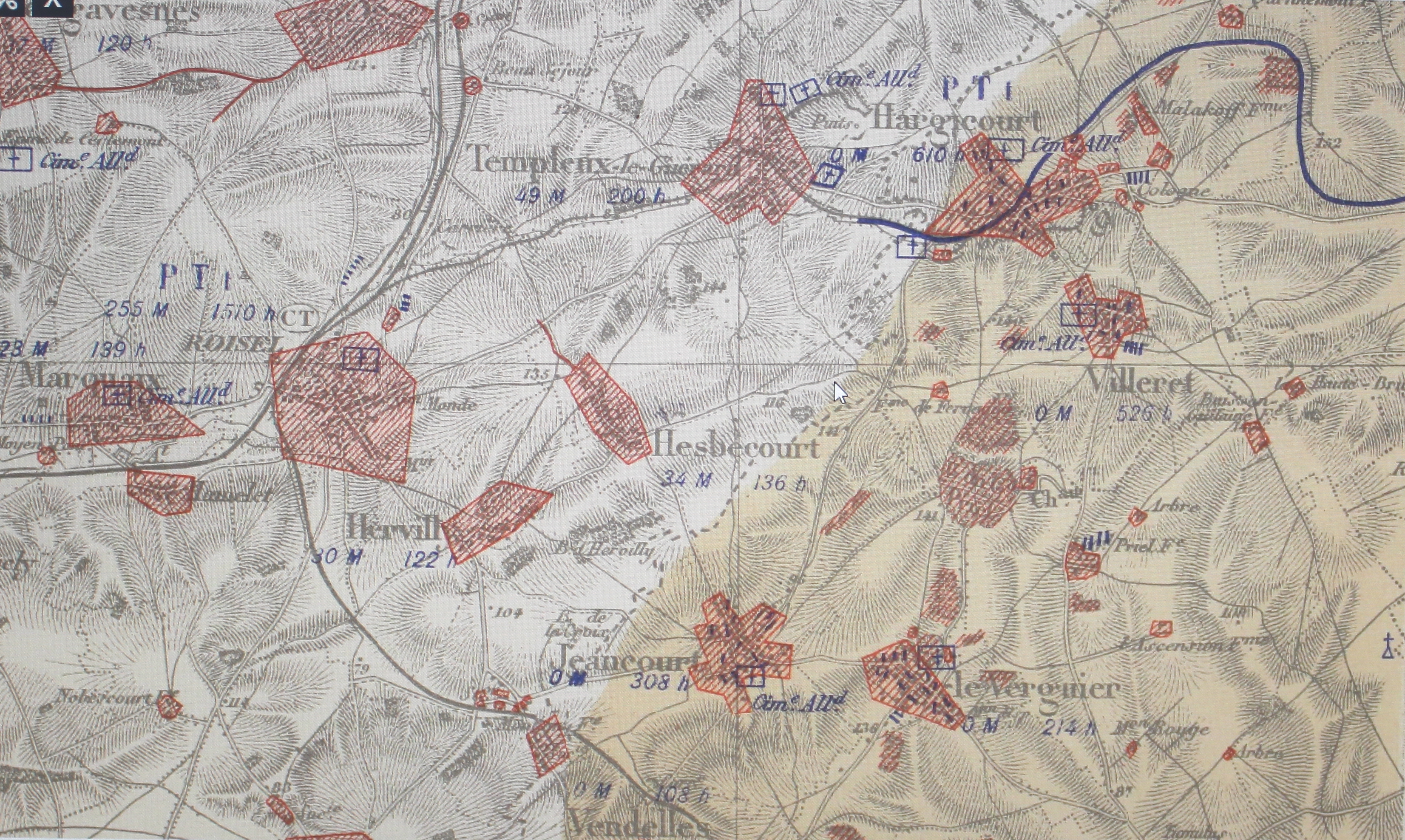
Carte montrant les destructions du Verguier lors de la guerre 1914-1918.

### La halte de Vendelles – Le Verguier
De 1880 à 1956, Le Verguier a possédé une halte située sur la ligne de Chemin de fer de Vélu-Bertincourt à Saint-Quentin, qu'on dénommait en picard « 'ch'tiot Vélu », qui appartenait à la Compagnie des Chemins de fer du Nord. Ouverte en 1880 cette ligne a fonctionné jusqu'au 1er janvier 1956 pour le trafic voyageurs et au 1er janvier 1970 pour le fret. La gare la plus proche était celle d'Hervilly à 2 km vers Roisel et la gare de Bihécourt à 4 km vers Vermand.
Cette halte située entre Vendelles (à 1 km) et Le Verguier (à 2 km), juste sous le pont était un simple abri en briques recouvert de tôles construit juste à côté de la voie comme on le voit sur la photo. Le train s'arrêtait quatre fois par jour dans les sens  Vélu /Saint-Quentin et trois fois en sens inverse.
À une époque où le chemin de fer était le seul moyen de déplacement, cette halte était très utilisée par les habitants pour se rendre à Roisel, Vermand ou Saint-Quentin et servait aussi au transport des marchandises et encore des betteraves jusqu'à la râperie de Montigny.

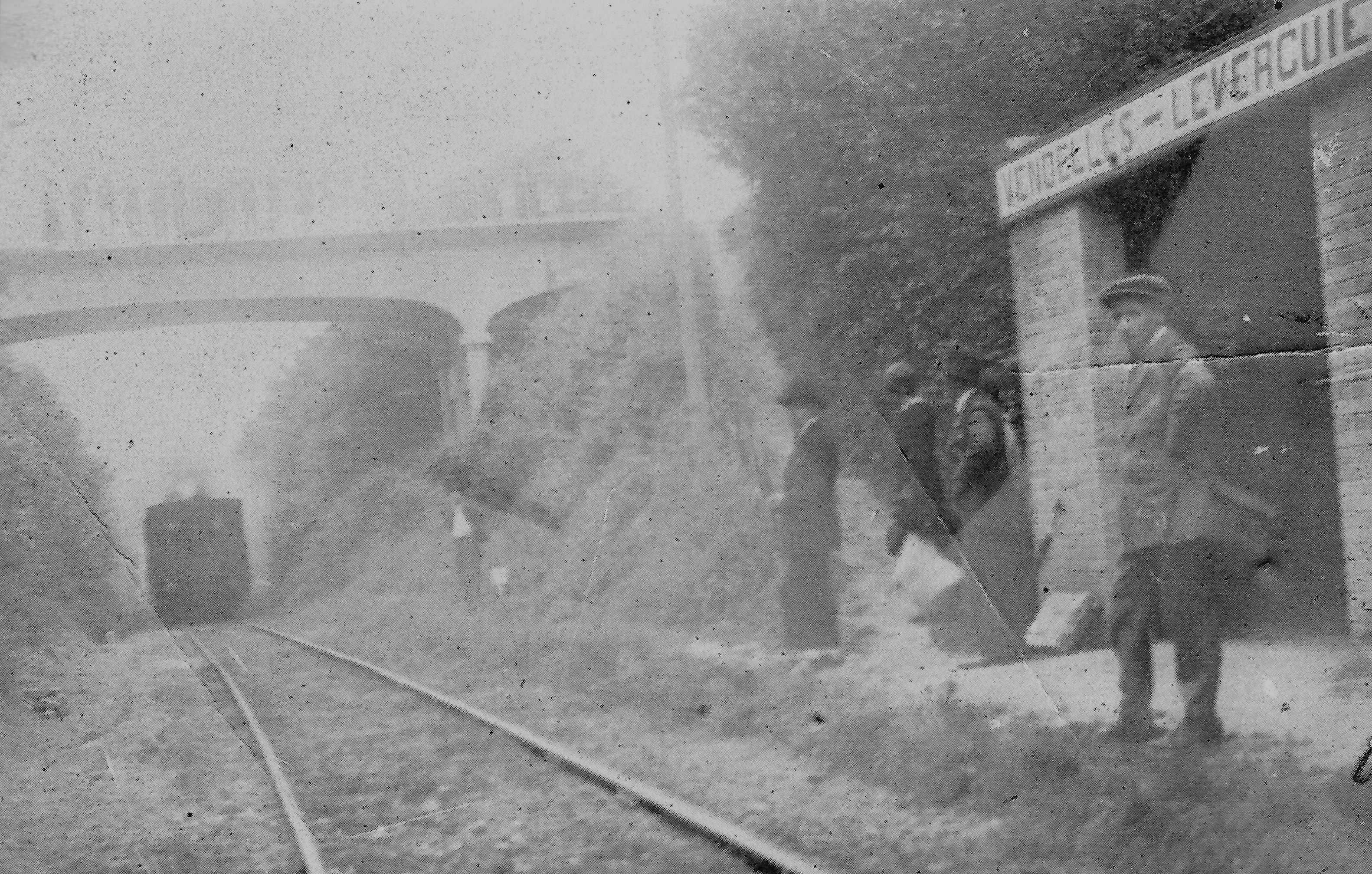
La halte de Vendelles-Le Verguier vers 1920.
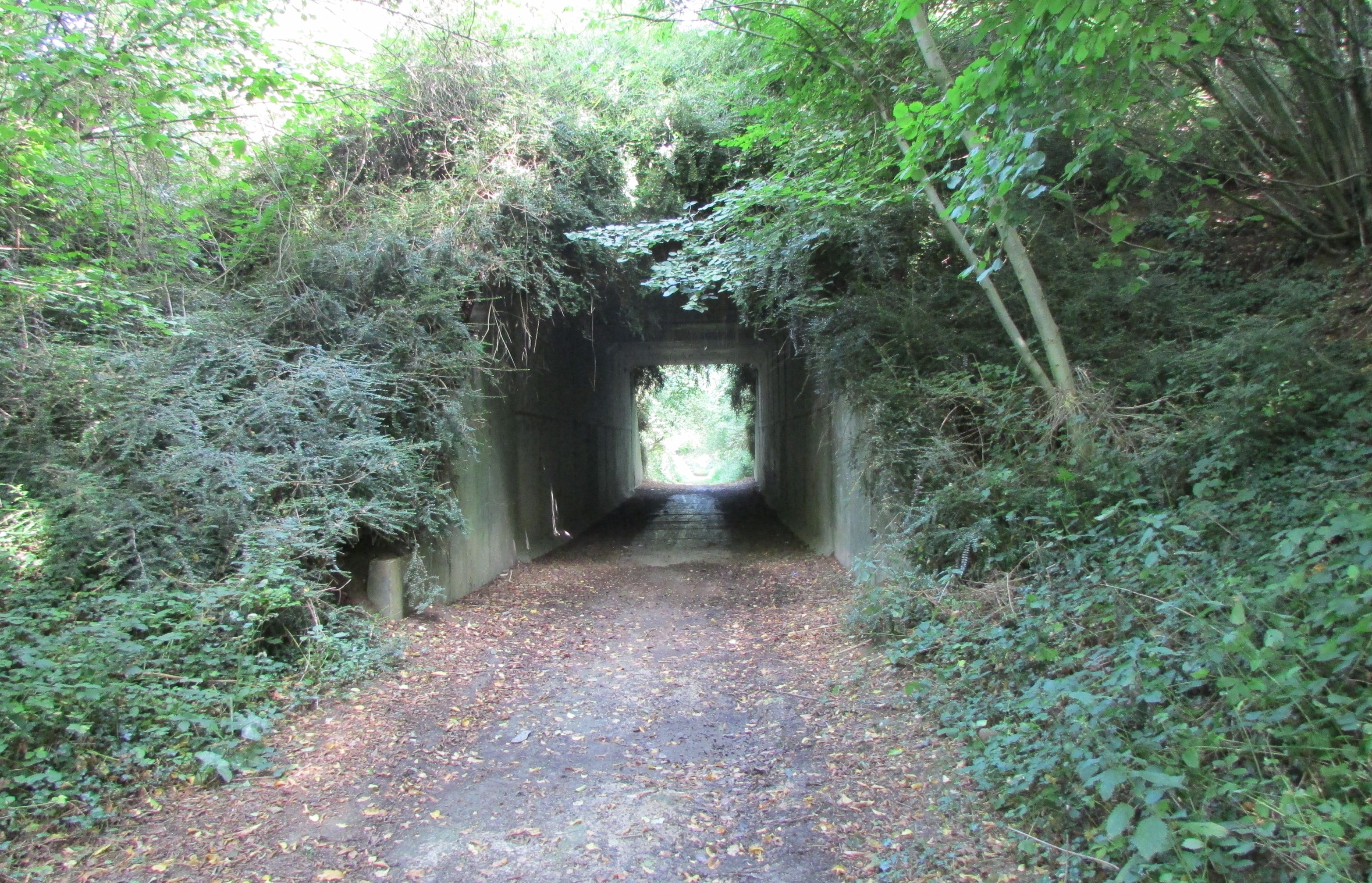
La voie en 2017.
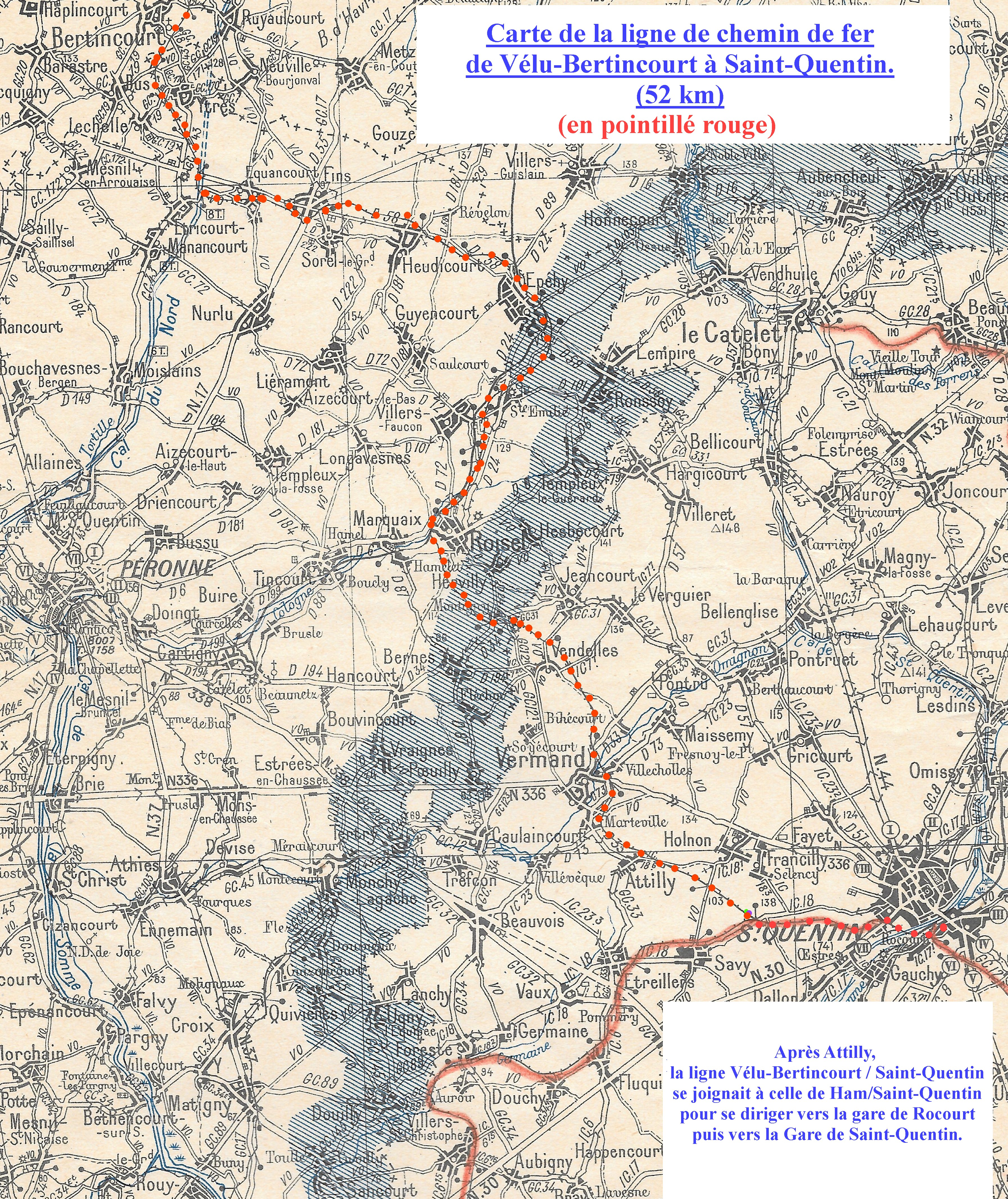
Carte de la ligne Vélu-Saint-Quentin.
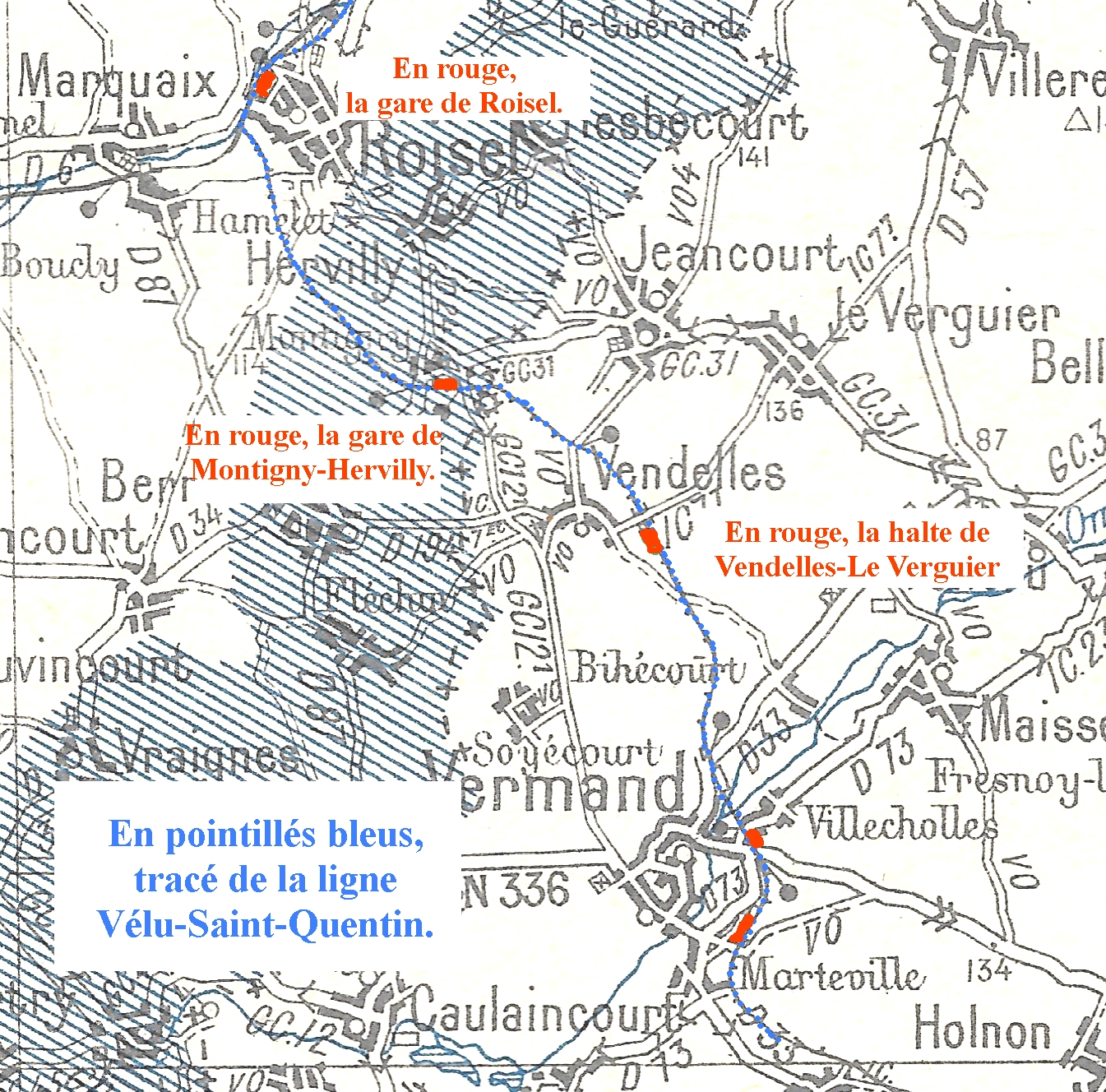
Détail de la carte de la ligne.
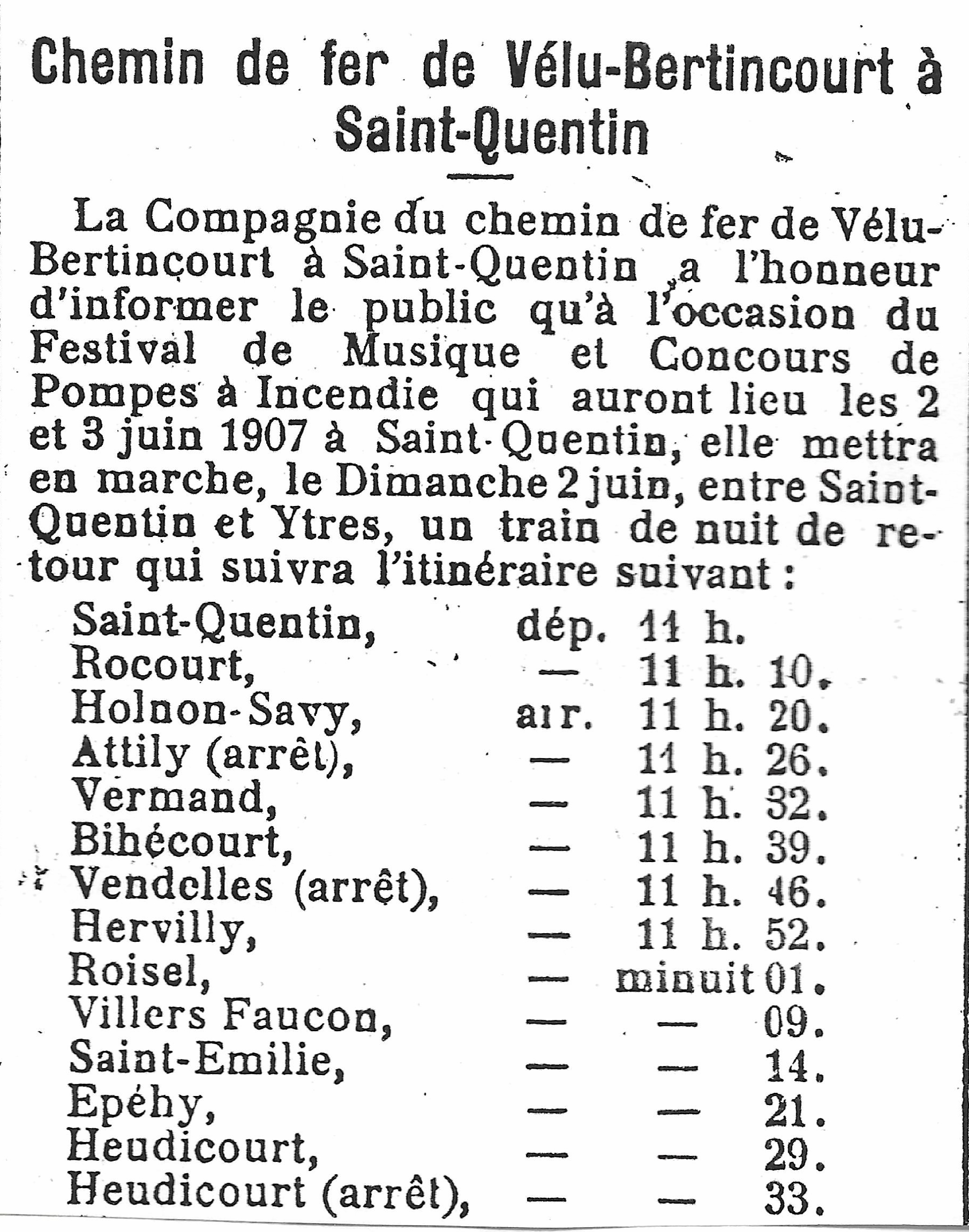
Horaire des trains.

## Politique et administration

### Découpage territorial
La commune de le Verguier est membre de la communauté de communes du Pays du Vermandois, un établissement public de coopération intercommunale (EPCI) à fiscalité propre créé le 31 décembre 1993 dont le siège est à Bellicourt. Ce dernier est par ailleurs membre d'autres groupements intercommunaux.
Sur le plan administratif, elle est rattachée à l'arrondissement de Saint-Quentin, au département de l'Aisne et à la région Hauts-de-France. Sur le plan électoral, elle dépend du  canton de Saint-Quentin-1 pour l'élection des conseillers départementaux, depuis le redécoupage cantonal de 2014 entré en vigueur en 2015, et de la deuxième circonscription de l'Aisne  pour les élections législatives, depuis le dernier découpage électoral de 2010.

### Administration municipale
| Période                                  | Période                       | Identité            | Étiquette | Qualité                         |
| ---------------------------------------- | ----------------------------- | ------------------- | --------- | ------------------------------- |
| Les données manquantes sont à compléter. |                               |                     |           |                                 |
| avant 1876                               | après 1877                    | Sévérin             |           |                                 |
| 1954                                     | ?                             | Gosset Léonce       |           |                                 |
| avant 1981                               | ?                             | André Morlet        |           |                                 |
| mars 1995                                | mars 2001                     | Thierry Blot        |           |                                 |
| mars 2001                                | mars 2008                     | Jean-Marie Vengeand |           |                                 |
| mars 2008                                | En cours (au 14 juillet 2020) | Abdel Boudjemline   | SE        | Réélu pour le mandat 2020-2026, |

## Démographie
L'évolution du nombre d'habitants est connue à travers les recensements de la population effectués dans la commune depuis 1793. Pour les communes de moins de 10 000 habitants, une enquête de recensement portant sur toute la population est réalisée tous les cinq ans, les populations de référence des années intermédiaires étant quant à elles estimées par interpolation ou extrapolation. Pour la commune, le premier recensement exhaustif entrant dans le cadre du nouveau dispositif a été réalisé en 2007.

En 2022, la commune comptait 215 habitants, en évolution de −0,92 % par rapport à 2016 (Aisne : −1,97 %, France hors Mayotte : +2,11 %).
| 1793 | 1800 | 1806 | 1821 | 1831 | 1836 | 1841 | 1846 | 1851 |
| ---- | ---- | ---- | ---- | ---- | ---- | ---- | ---- | ---- |
| 840  | 833  | 490  | 597  | 650  | 674  | 687  | 727  | 781  |

| 1856 | 1861 | 1866 | 1872 | 1876 | 1881 | 1886 | 1891 | 1896 |
| ---- | ---- | ---- | ---- | ---- | ---- | ---- | ---- | ---- |
| 732  | 710  | 677  | 685  | 642  | 555  | 548  | 532  | 521  |

| 1901 | 1906 | 1911 | 1921 | 1926 | 1931 | 1936 | 1946 | 1954 |
| ---- | ---- | ---- | ---- | ---- | ---- | ---- | ---- | ---- |
| 497  | 468  | 426  | 242  | 264  | 255  | 260  | 215  | 264  |

| 1962 | 1968 | 1975 | 1982 | 1990 | 1999 | 2006 | 2007 | 2012 |
| ---- | ---- | ---- | ---- | ---- | ---- | ---- | ---- | ---- |
| 261  | 256  | 218  | 204  | 225  | 230  | 231  | 231  | 216  |

| 2017 | 2022 | - | - | - | - | - | - | - |
| ---- | ---- | - | - | - | - | - | - | - |
| 219  | 215  | - | - | - | - | - | - | - |

## Lieux et monuments
- Église Notre-Dame-de-l'Assomption du Verguier.
- Grand calvaire.
- Monument aux morts.
- Au cimetière, des tombes de guerre de la Commonwealth War Graves Commission.

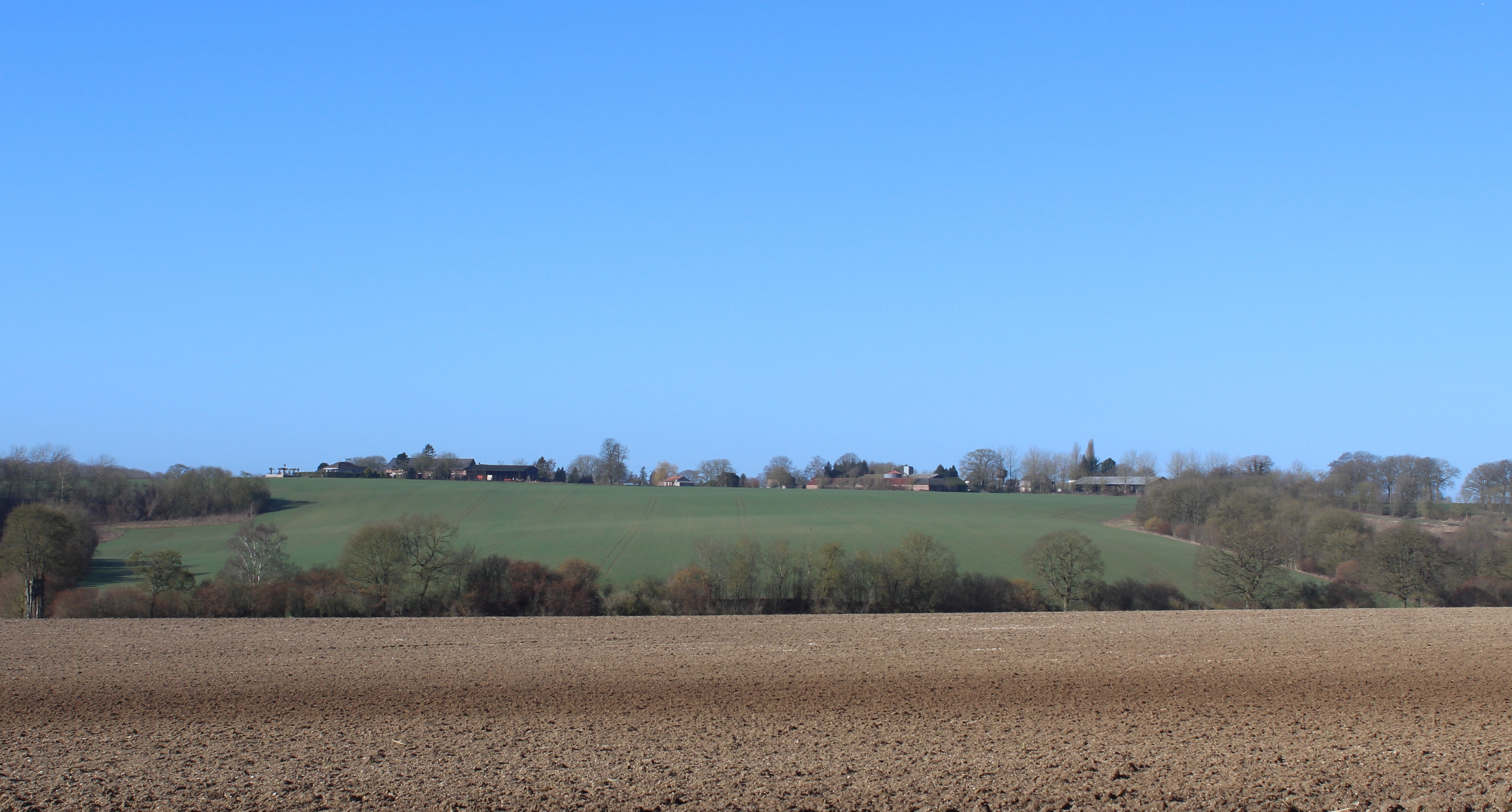
Vue panoramique depuis la route de Villeret.
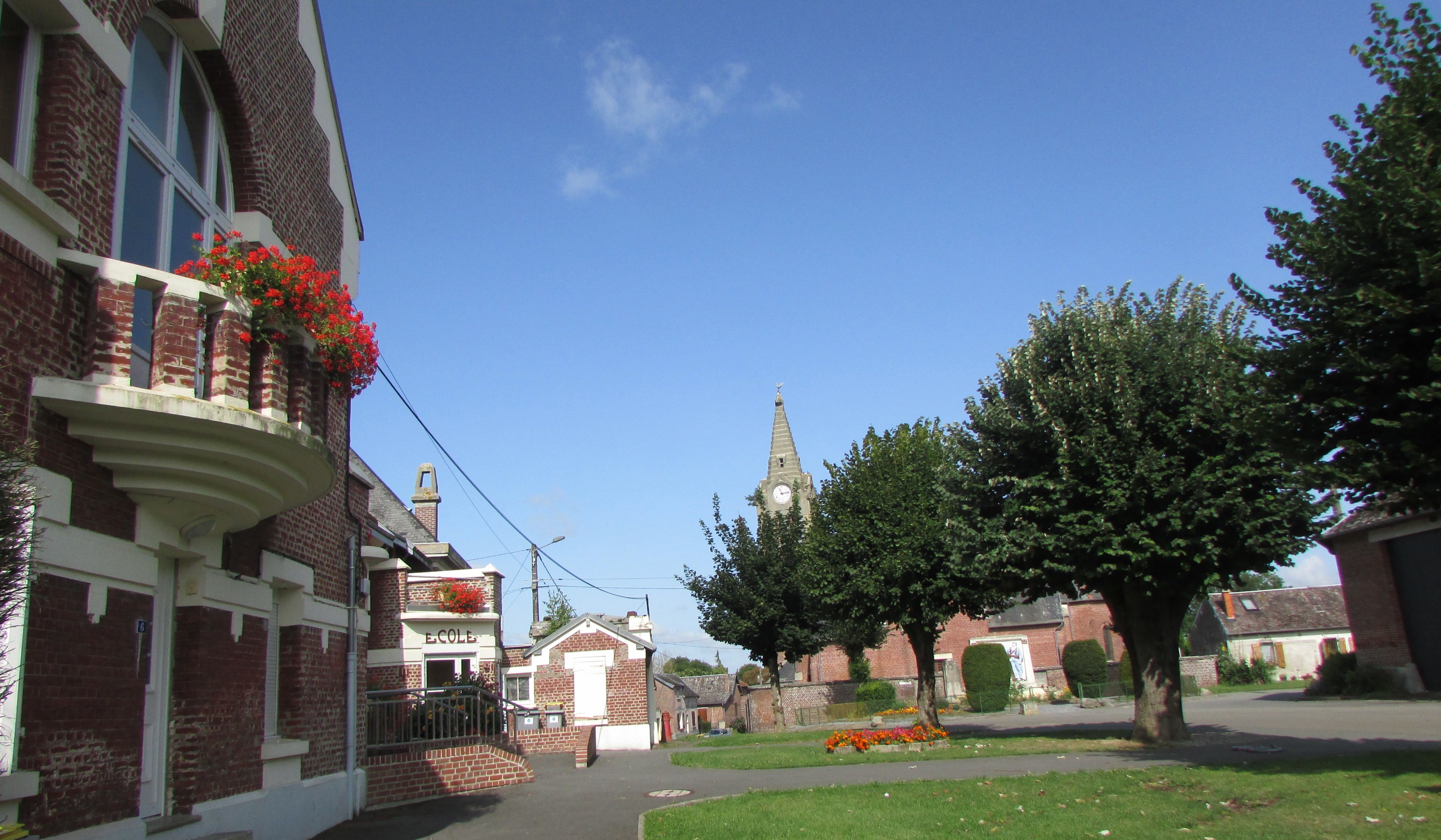
La mairie, l'église et le monument aux morts.
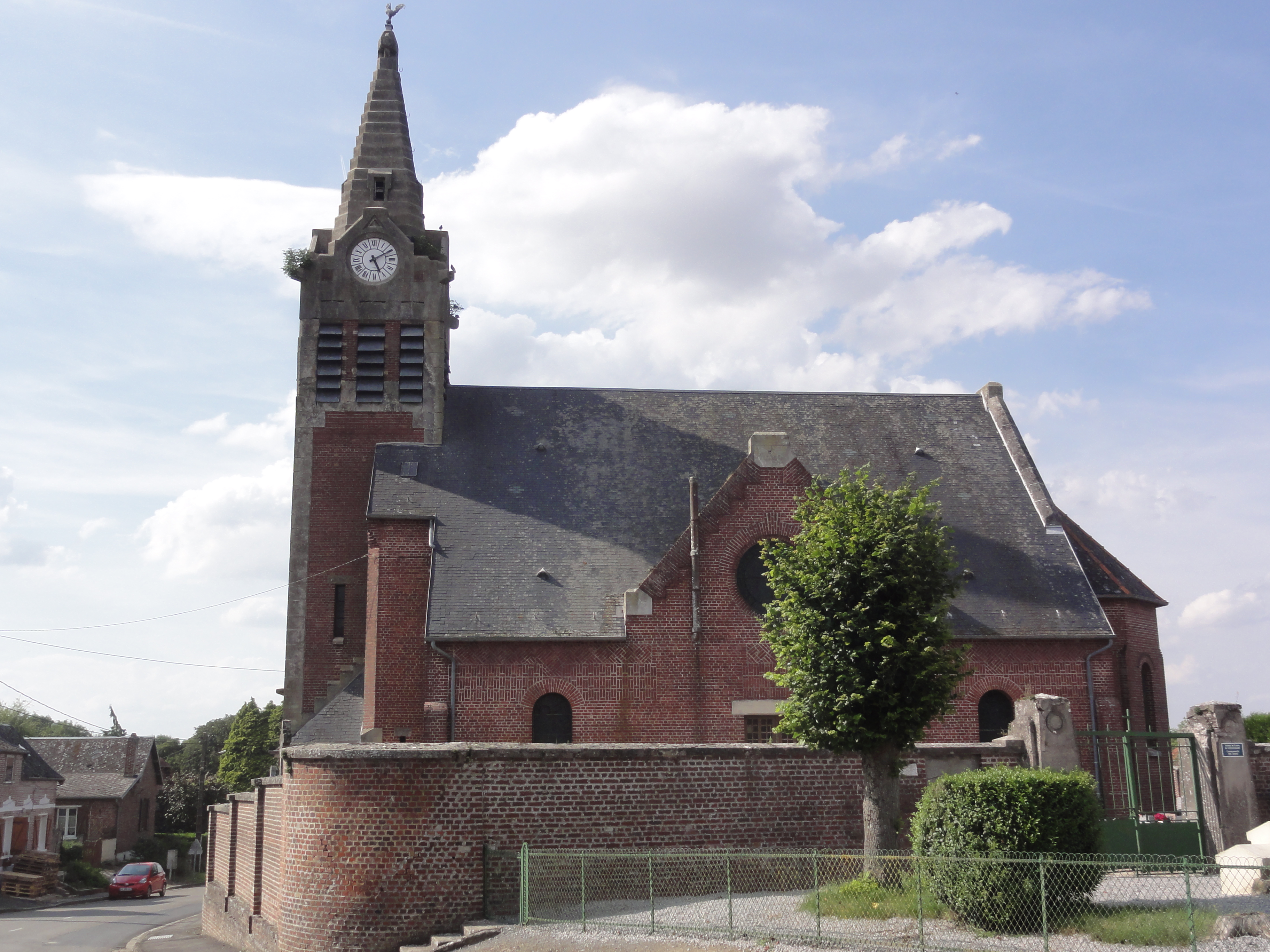
Église Notre-Dame.
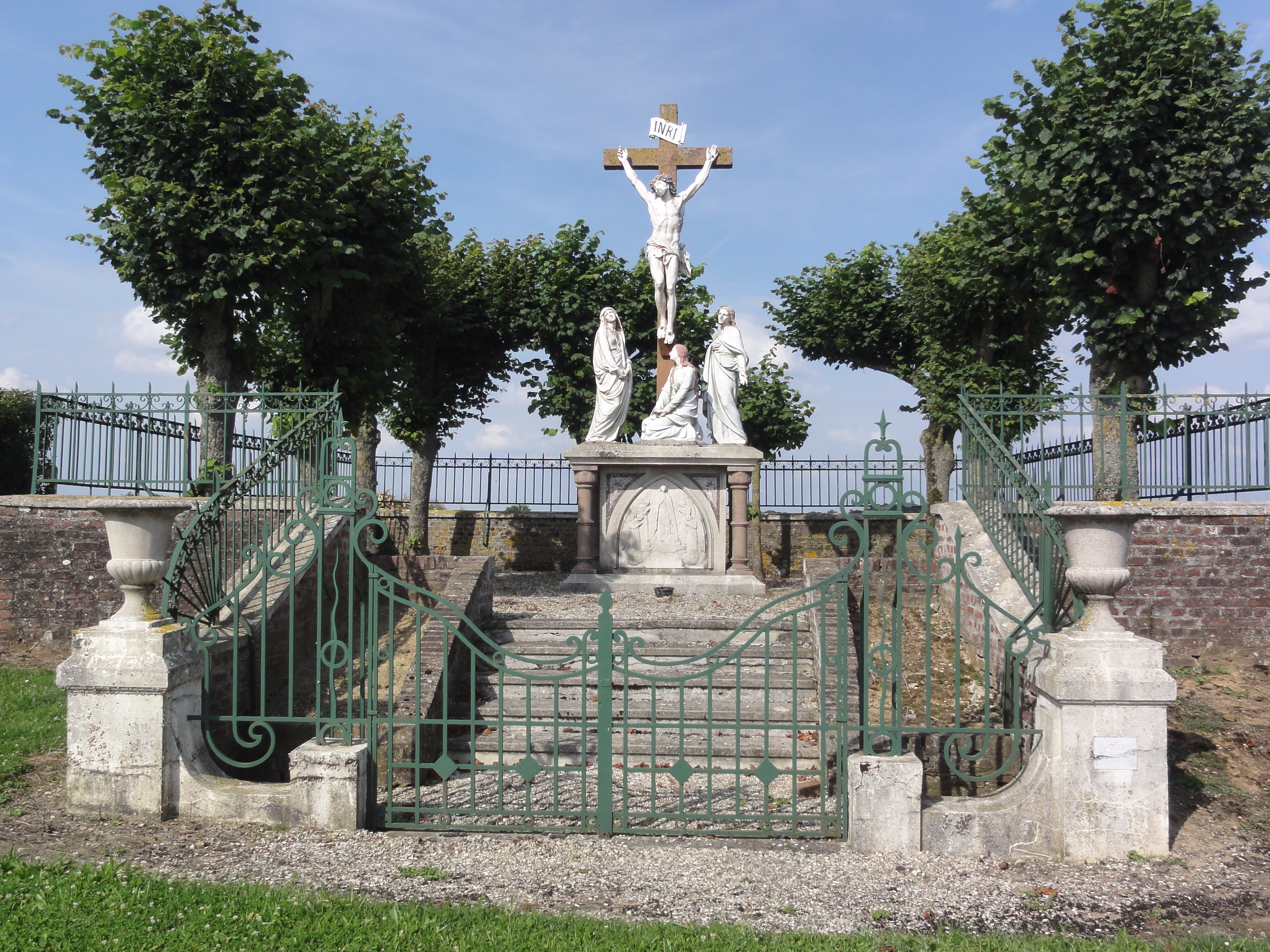
Calvaire.
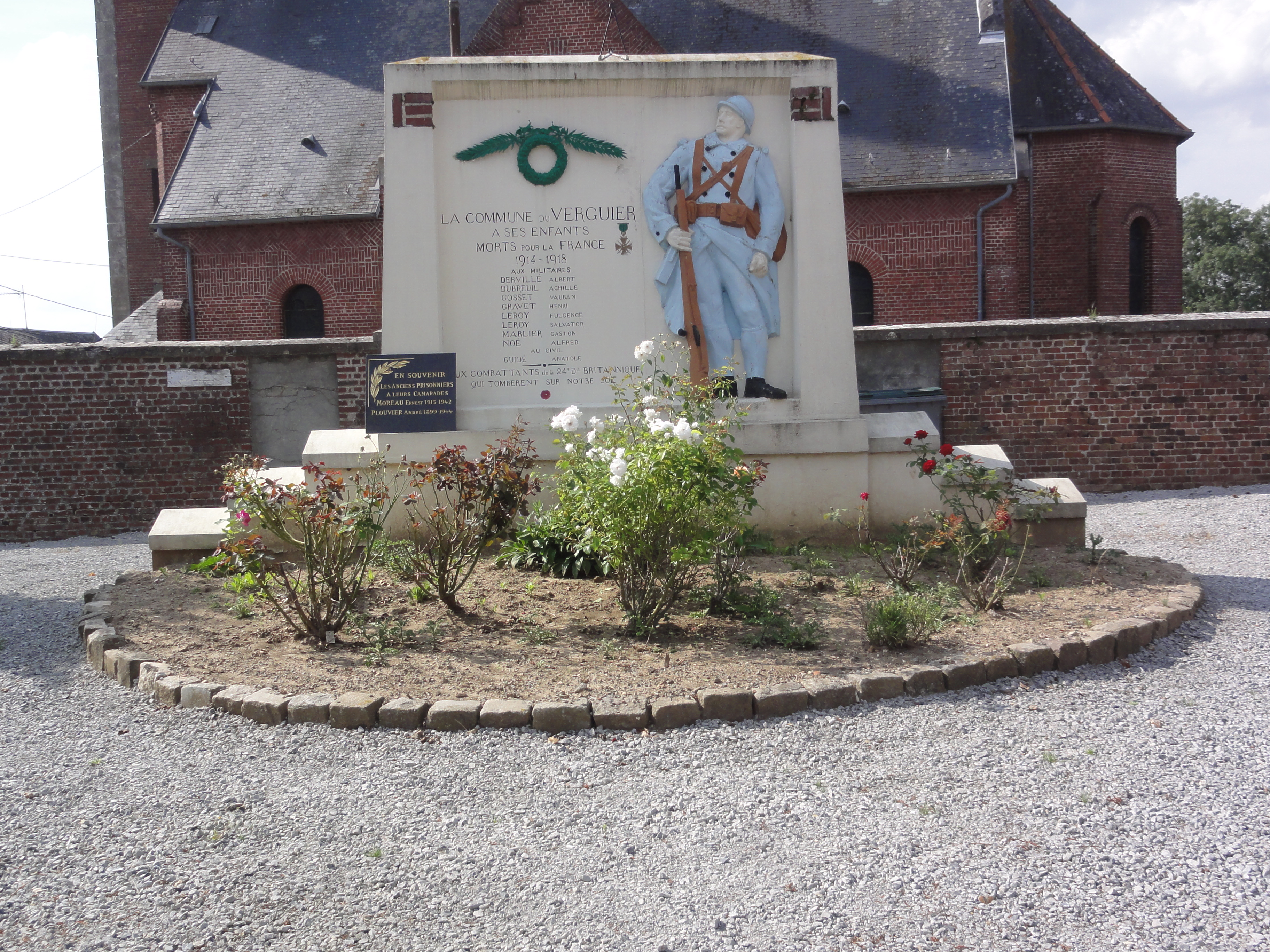
Monument aux morts.
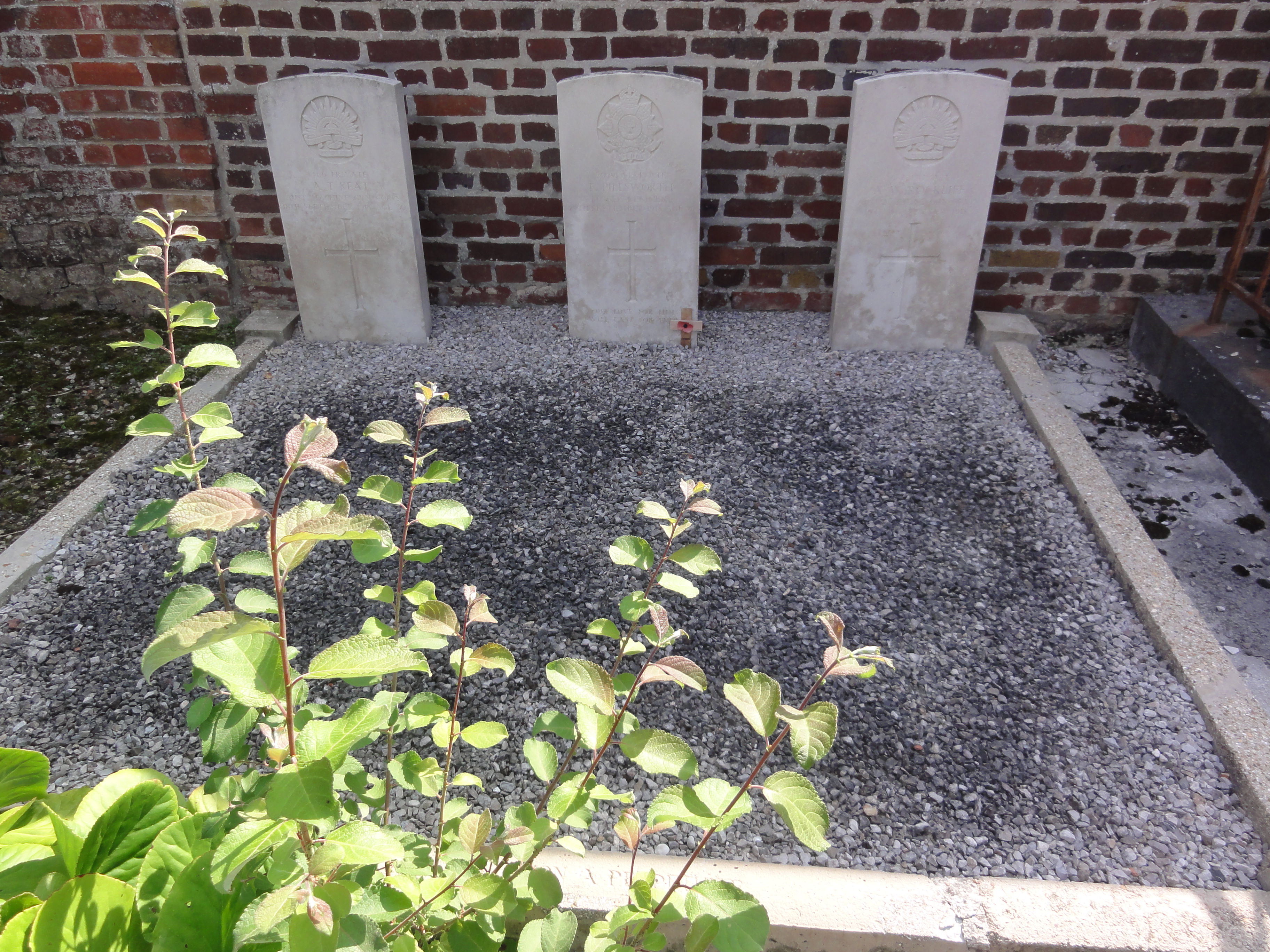
Tombes de guerre de la Commonwealth War Graves Commission CWGC.